# Jerneja Herzog
Jerneja Herzog, slovenska likovna pedagoginja in univerzitetna profesorica, * 24. junij 1982, Murska Sobota.
Mladost je preživljala v Cankovi. Po končani srednji šoli je leta 2007 diplomirala iz likovne pedagogike na Pedagoški fakulteti Univerze v Mariboru. Na isti fakulteti je leta 2013 postala doktorica pedagoških znanosti.
Že med študijem je delala v Umetnostni galeriji v Mariboru. Kasneje je poučevala Na OŠ Toneta Čufarja v Mariboru in na OŠ Slave Klavore prav tako v Mariboru. Od leta 2009 je zaposlena na Oddelku za likovno umetnost na Pedagoški fakulteti Univerze v Mariboru, kjer je trenutno izredna profesorica za specialno didaktiko področje likovne umetnosti.
Leta 2005 je prejela listino Primavera kot obetajoča mlada likovna umetnica v slovenskem likovnem prostoru. Leta 2014 je s strani Občine Cankova prejela zahvalno listino "za aktivno in plodno znanstveno raziskovalno delo na področju likovne pedagogike in kot prva občanka Občine Cankova z doktorskim nazivom".